# Atrichopleura schinusei
Atrichopleura schinusei är en tvåvingeart som beskrevs av Mario Bezzi 1909. Atrichopleura schinusei ingår i släktet Atrichopleura och familjen dansflugor. Inga underarter finns listade i Catalogue of Life.